# Franziskus als Friedensbote

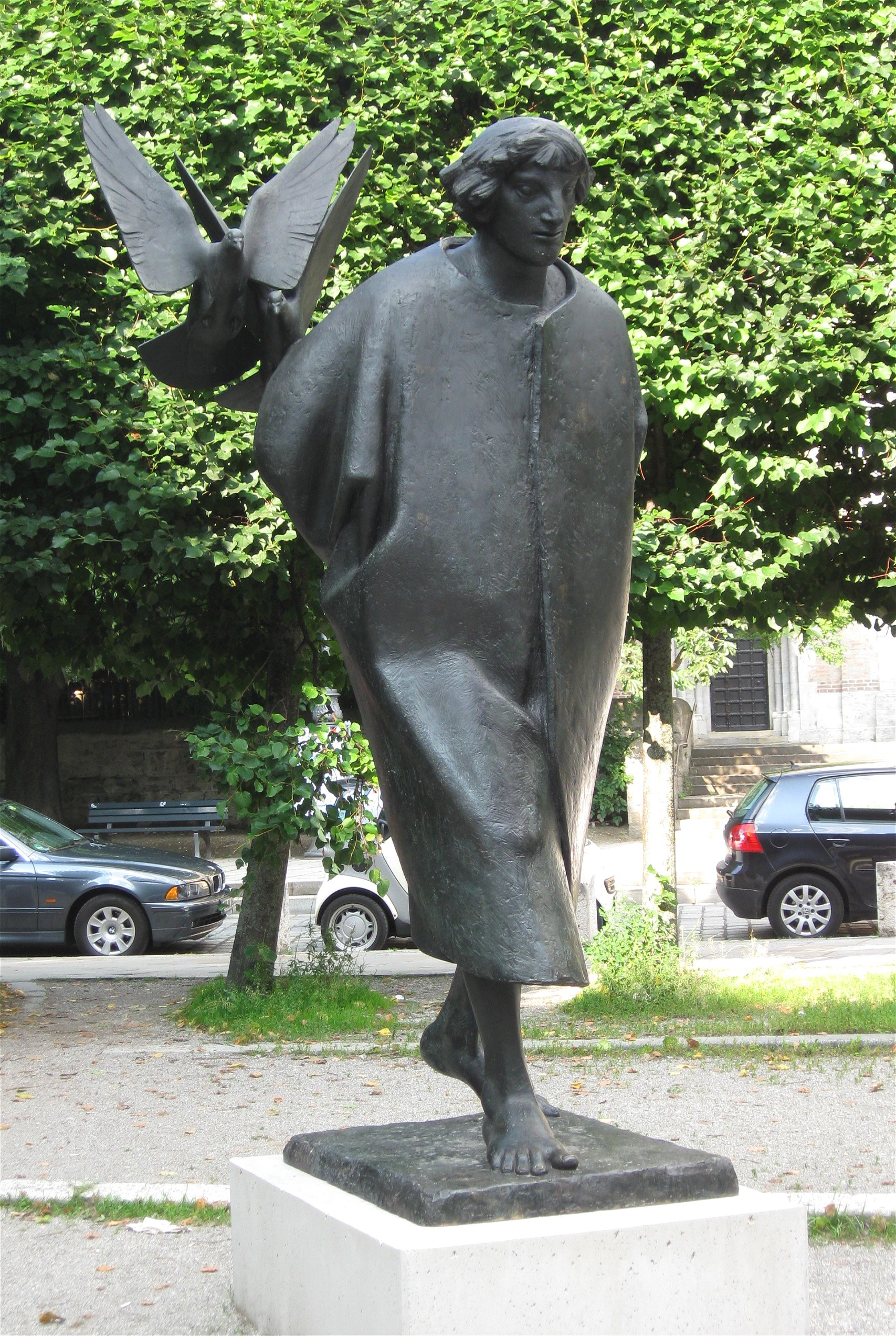
Franziskus als Friedensbote

Franziskus als Friedensbote ist eine Plastik des Bildhauers Martin Mayer.
Die Großplastik des hl. Franziskus von Assisi aus Bronze stammt aus den Jahren 1978/79. Sie befand sich ursprünglich in der Sonnenstraße in München vor dem ehemaligen Postscheckamt. Später wurde sie abgebaut und im Münchner Stadtteil Lehel vor der Klosterkirche St. Anna im Lehel wiederaufgestellt, wo sich auch der Sitz der Münchner Franziskaner befindet. Franziskus als Friedensbote stellt einen dahinschreitenden Heiligen dar, über seiner Schulter zwei Tauben mit ausgebreiteten Flügeln.  

## Galerie

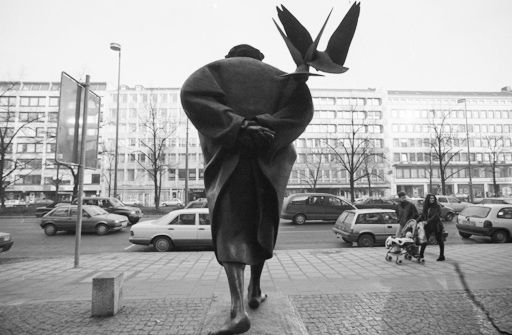
Die Skulptur am ehemaligen Standort in der Sonnenstraße
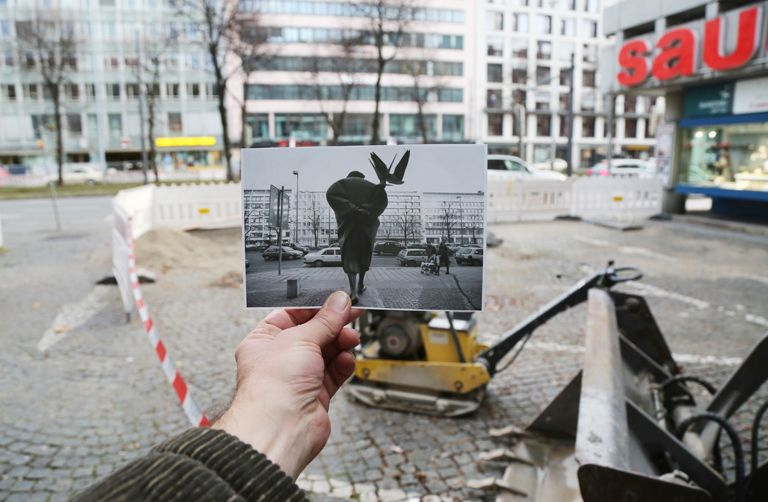
Die Sonnenstraße 2019
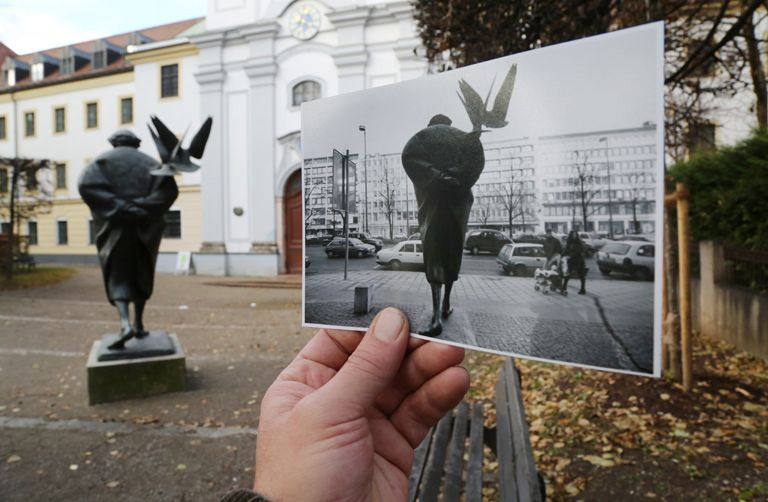
Der neue Standort auf dem St.-Anna-Platz 2019